# Kafjärdens distrikt
Kafjärdens distrikt är ett distrikt i Eskilstuna kommun och Södermanlands län. 
Distriktet ligger öster om Eskilstuna. 

## Tidigare administrativ tillhörighet
Distriktet inrättades 2016 och utgörs av socknarna Barva, Hammarby, Jäder, Kjula, Sundby och Vallby i Eskilstuna kommun
Området motsvarar den omfattning Kafjärdens församling hade 1999/2000 och fick 1995 när socknarnas församlingar gick samman.